# Michelsonia
Michelsonia es un género monotípico de plantas de la subfamilia Caesalpinioideae perteneciente a la familia de las legumbres Fabaceae. Su única especie: Michelsonia microphylla (Troupin) Hauman, es originaria de África.

## Descripción
Es un árbol que alcanza hasta los 30 m de altura, y más probablemente, con la difusión de la corona; el tronco de por lo menos a 12 m de altura y de 80 (- 120?) cm de diámetro, las base sin o con pequeños contrafuertes, a veces es ligeramente cónica.

## Distribución y hábitat
Se encuentra en las cimas y laderas, también en los valles y cañones pequeños, pero nunca en condiciones pantanosas, en los bosques primarios, pueden llegar a ser comunes a nivel local e incluso puede formar rodales casi puros, etc. Se ha plantado en Yangambi (República Democrática del Congo). No debe confundirse con Tetraberlinia baregarum. Fue recolectada en primer lugar  alrededor del año 1943; en general se ha vuelto muy rara, y no pudo ser localizada recientemente (registro extensivo en los años 1940 y 1950).